# محمد بن سعيد الغامدي (ساري)
الراحل محمد بن سعيد آل طرفه الغامدي ، الملقب بـ (ساري). شاعر سعودي له تعاونات فنية ناجحة ومميزه مع العديد من الأسماء الفنية البارزة في المملكة العربية السعودية منها الأغنية الشهيرة (كيف أسيبك) مع الفنان عبد المجيد عبد الله و (ودعتني وسافرت وقالت يمكن اعود) مع راشد الماجد والأغنيتان قدمهما في نهاية الثمانينيات الميلادية وبداية التسعينيات بالإضافة إلى تعاونات مع الراحل طلال مداح وفنان العرب محمد عبده وعبادي الجوهر وعلي عبد الكريم وإبراهيم عبد الله ووليد عطية. كان ساري متميزا في كتابة النص الغنائي حيث أسلوبه سلس في الكلمة.

الصحفي نضال قحطان يكتب عن تعاون الغامدي مع الفنان إبراهيم عبد الله جريده عكاظ 01 أبريل 2011 م

## مختارات
الضحكة العجلة، في عينك الخجلة، ترقص لنا لاجله، الله على ما صار
قبل أمس يوم القاك، واقبل على ممشاك، واعيش مع مشباك، لحظاته الوجله
____
ياهم ليلي قلـت بنسـاك ونسوني. نسيت النسي وكل الناس مــانسيته
قلت السفر فيه الجعبة
مل الصـبر مني وانا مانيب مله. لاني مع المحبوب ماليه عله
زوله بعيني كل ما اقفيت واقبلت. وخطـــاي وجهتها ابـد يم يمه
ياذا الحبيب اللي على الــروح شبيت. نارك وشيبت الفكر وش جنيــته
حسبي علــــيك الله يــــاللي تجنيـــت. على حبيبٍ بــالهقـــاوي رميتــه
____
الا ياما الزمن وراني وراني كثير اجناس. الله يخلي من بكاني ولا ضحك عليا الناس
ماكل الليالي قمرا ولا كل الطرق تنداس. اسمع شورتي لو مره وأنت حر يبن الناس
احذر ياصاحب المبدأمن الوقت والجلاس. انا جربت لا تبدا طريق نهايته للياس
____
أكثر من اللازم صبرت وترجيت.. وجروح قلبي منك جاتك بعيده
ياصاحبي عندي تغليت وغليت.. وعاندتني مثل الحياة العنيدة
تخطي علي واقول مبدي ولا اخطيت.. واجاملك واجي على ماتريده
لو صح لي منوة غرام وتمنيت.. اسمى معاني عشقها لي وحيده
ولاجت عيونك في سما العين صديت.. اخاف تفضحني دموع مديده
كنك بناظر عين ساري تلويت.. ودويت في قلبي وتقرأ قصيده
عني ولو يا مشغل البال اقفيت.. الموت لي ماله غنى عن وريده
ياما عليك بهجعة الليل ونيت.. وياما عليك اشقيت نفس سعيده
وياما بحبك ياشقى الروح ماريت.. وزاعمت بك حتى عيون الفريده
وأنت بعذابي يا عشيري تماديت.. ودك تروح النفس لأجلك شهيده
صدري تفجر وانفجر بالتناهيد.. ما غير ادق مثل دق الجريده
____
كيف اسيبك.. وأنت نظر عيني وانا حبيبك
وان حصل واختلفنا..أو في يوم افترقنا
شوقي يعنيني..وأنت يجيبك..اصلك وطيبك
____
الله الغني عنك.. ياللي الهجر فنك
وان كان ذا ظنك.. بيا تراك خسران
عيش الزمن كله.. حب وتسلى
على مين تغلى.. على حبك اللي كان
____
الا ياما الزمن وراني.. وراني كثير اجناس
الله يخلي من بكاني.. ولاضحك علي الناس
يا قل الوفا والشيمة.. ضاع الحب والإحساس
راعي الأصل ماله قيمه.. والغدار فوق الراس
حذر يا صاحب المبدأ.. من الأحباب والجلاس
انا جربت لا تبدأ.. طريق نهايته للياس
ما كل الليالي قمره.. ولا كل الطرق تنداس
اسمع شورتي لو مره.. وانته حر يابن الناس
ربي يشهد انك حبي.. وما ودي يجيك الباس
رغم الجرح انا يا قلبي.. قلبي في صفا الألماس

## وفاته
كتب في جريده الجزيرة السعودية يوم الخميس 13 ذو القعدة 1426 هـ 	
فُجع الوسط الفني في جدة مساء الأثنين الماضي بوفاة الشاعر (ساري) واسمه الحقيقي محمد الغامدي عن (40 عاماً) إثر سكتة قلبية داهمته وهو يراجع أحد مستشفيات جدة بعد شعوره بوعكة صحية.
للشاعر الراحل (ساري) تعاونات فنية ناجحة مع العديد من الأسماء الفنية البارزة في المملكة منها الأغنية الشهيرة (كيف أسيبك) مع الفنان عبد المجيد عبد الله و (ودعتني وسافرت) مع راشد الماجد والأغنيتان قدمهما في نهاية الثمانينيات الميلادية وبداية التسعينيات.
ما غنى له العديد من الفنانين المعروفين امثال طلال مداح محمد عبده وعبادي الجوهر وعلي عبد الكريم وإبراهيم عبد الله ووليد عطية.
 وفي جريده عكاظ السعودية بتاريخ 13-12-2005 
توفي صباح أمس الأول الشاعر محمد الغامدي وقد اختار لموقعه في خريطة الكلمة المغناة من الشباب اسم (ساري) وحرك كل مشاعر اصدقائه الذين احبوه وزاملوه في الوسطين الإعلامي والفني.
ساري خطفه الموت في أحد مستشفيات جدة صباحا وهو واحد من الذين احبهم الاعلام ولم يحبوه ومن الذين احبهم الفن ولم يتعاملوا معه الا في الخفايا لولا ذلك البريق الذي اضفى على حياته الأدبية حنجرة عبد المجيد عبد الله الذي شدا له ببعض من ابداعاته كان منها (كيف اسيبك) من الحان صالح الشهري كذلك اضيف لاسمه كثير من البريق عندما شدا له الراحل طلال مداح من الحان محمد شفيق في آخر البوم له قبل الرحيل بأغنية (لا جديد).
حياة ساري التي كانت بين السماء والأرض (عمل مضيفا جويا) اضافت لتجربته ونوعت من مصادر الاثراء الأدبي والخيال في الصورة وجمعته مع من يحب وبنفس القدرة عطلته عن التعايش الأجمل مع الناس والحضور بقوة كشاعر يصل عطاؤه للناس.. أما عنه كمنتج فكان كثير الإنتاج وعظيم العطاء يمتلك كثيرا من القصائد والصور الغنائية المليئة بالابداع التي من الممكن ان تكون (دواوين من الصدق في المشاعر وليس مجرد نظم كلمات).
ساري ذكر دائما بالفنان المتكامل الراحل محمد سعد عبد الله ذلك لالتقائهما في تصوير كل احداثهما العاطفية (صورا غنائية) كانت ابرزها قصته مع أولى زوجاته التي كانت موضوع أغنية (كيف اسيبك وأنت نظر عيني وانا حبيبك.. وان حصل وافترقنا أو في يوم اختلفنا.. شوقي يعنيني وأنت يجيبك اصلك وطيبك).. وقد شاء القدر ان يعيدهما إلى بعضهما بعد سنوات من الفراق ربما كانت عشرا عادت اليه ام ابنه الوحيد (فيصل) مؤخرا الآن الحياة المتجددة لم تكن طويلة.. فقد رحل.
ساري ذلك الشاعر الجميل تعامل مع الحياة بفكر جميل وكانت أولى لحظاته السعيدة في الحياة الفنية عندما التقى بمن يحب من كبار الفنانين (عبد الكريم عبد القادر) لينهل منه الكثير من الإحساس.